# Eckert-Mauchly Computer Corporation
A Eckert–Mauchly Computer Corporation (EMCC) (março 1946-1950) foi fundada por J. Presper Eckert e John Mauchly, e foi constituída em 22 de dezembro de 1947. Após a construção do ENIAC na Universidade da Pensilvânia, Eckert e Mauchly formaram a EMCC para construir projetos de novos computadores para aplicações comerciais e militares. A empresa foi inicialmente chamada de Electronic Control Company, mudando seu nome para Eckert–Mauchly Computer Corporation, quando foi incorporada.

## Fundação
Na primavera de 1946, Eckert e Mauchly haviam conseguido um contrato do Exército dos Estados Unidos para a Universidade da Pensilvânia e já estavam projetando o EDVAC - a máquina do sucessora do ENIAC - na Universidade de Moore School of Electrical Engineering. No entanto, as novas políticas da universidade que teriam forçado Eckert e Mauchly a assinar cláusulas sobre direitos de propriedade intelectual para as suas invenções levaram à sua demissão, o que causou um longo atraso nos esforços do desenvolvimento do projeto do EDVAC. Depois de estudar as opções para se juntar a IBM e a equipe de John von Neumann no Institute for Advanced Study em Princeton, New Jersey, eles decidiram iniciar sua própria empresa na Philadelphia, Pensilvânia.

## UNIVAC
Mauchly persuadiu o United States Census Bureau, para encomendar um "computador EDVAC II" - um modelo que logo foi renomeado para UNIVAC - que recebeu um contrato em 1948, onde rezava uma cláusula de término da máquina para o censo de 1950. Eckert contratou uma equipe que incluía uma série de engenheiros da Moore School, e a empresa lançou um programa ambicioso para projetar e fabricar máquinas de computação de grande escala. Uma grande conquista foi o uso de fitas magnéticas para armazenamento em alta velocidade. Durante o desenvolvimento Mauchly continuou a angariar novos clientes e começou um serviço de software. Eles desenvolveram aplicações, começando com o primeiro compilador do mundo para o idioma Short Code.

## O BINAC e as dificuldades fiscais
O fluxo de caixa era pobre e o UNIVAC não seria terminado há algum tempo, por isso a EMCC decidiu tomar um outro projeto que seria feito rapidamente. Este foi o BINAC, um pequeno computador (em comparação com o ENIAC) para a Northrop Corporation. Estimativas originais para os custos de desenvolvimento provaram ser extremamente não realistas, e até ao Verão de 1948, a EMCC tinha ficado sem dinheiro, mas foi salva temporariamente por Harry L. Straus, vice-presidente da American Totalisator Company, uma companhia de Baltimore que fabricava totalizadores eletromecânicos. Straus sentia que o trabalho EMCC, além de ser promissor em termos gerais, podia ter alguma aplicação no negócio de pistas de corridas, e investiu US $ 500.000 na empresa. Straus tornou-se presidente do conselho da EMCC e a a American Totalisator recebeu 40 por cento das ações. Quando Straus foi morto em um acidente de avião em Outubro de 1949, os diretores americanos da Totalisator retiraram seu apoio. O BINAC acabou por ser entregue em 1949, mas a Northrop queixou-se que ela nunca funcionou bem para eles. (Tinha trabalhado muito bem nos testes de aceitação na EMCC, mas a Northrop, citando preocupações de segurança, se recusou a permitir que todos os empregados da EMCC fossem as suas instalações para remontá-lo depois da distribuição. Em vez disso, a Northrop contratou um recém-formado engenheiro eletricista para montá-lo. A EMCC alegou o fato de que o BINAC trabalhou bem em todas as ocasiões antes da entrega à Northrop e que este fato era testemunho da qualidade do seu projeto). Acreditou-se na EMCC, em geral, que a Northrop deixou o BINAC parado, desmontado, em seu estacionamento por um longo tempo antes de qualquer esforço para que a montagem fosse feita.

## As acusações de infiltração comunista
A EMCC também recebeu contratos para uma máquina UNIVAC para o Exército, uma para a Marinha e uma para a Força Aérea. Esses contratos foram cancelados depois que a empresa foi acusada de ter contratado engenheiros com "tendências comunistas" durante o preíodo do macartismo. A empresa perdeu o seu espaço livre para o trabalho do governo, e o presidente da empresa e vendedor chefe Mauchly foi banido da propriedade da empresa. Ele contestou as acusações, mas levou dois anos antes de uma audiência lhe permitir trabalhar em sua companhia novamente; por então, o UNIVAC estava seriamente atrasado. A programação para permitir que o UNIVAC I fosse ser utilizado para predizer o resultado da eleição presidencial de 1952 tinha de ser feito por Mauchly e pelo estatístico da Universidade da Pensilvânia, Max Woodbury, na casa de Mauchly, em Ambler, Pennsylvania.

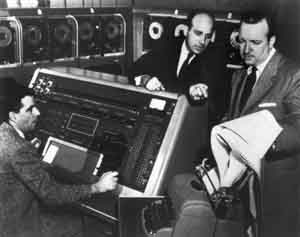
UNIVAC na CBS TV, noite de eleição, 1952

## Venda para a Remington Rand
Tal como acontecera com o BINAC, As estimativas de datas de entrega e custos da EMCC revelaram-se optimistas, e a empresa ficou logo em dificuldades financeiras novamente. No início dos anos 1950, a empresa estava à venda; incluíam-se entre os potenciais compradores a National Cash Register e a Remington Rand. A Remington Rand fez a primeira oferta, e comprou a EMCC em 15 de fevereiro de 1950, quando então tornou-se a divisão UNIVAC da Remington Rand. O primeiro UNIVAC não foi entregue até março de 1951, mais de um ano após EMCC ter sido adquirida pela Remington Rand, e tarde demais para ajudar muito para o censo de 1950. Entretanto, a aceitação, mediante às instalações da empresa, cargas após cargas de caminhão cheios de cartões perfurados chegaram para serem gravados em fita (o que foi chamado jocosamente de conversores de cartão para celulose) para serem processados pelo UNIVAC. O Census Bureau usou o protótipo UNIVAC nas premissas da EMCC por meses. Mauchly renunciou da Remington Rand, em 1952; seu contrato de 10 anos com eles funcionou até 1960, e proibiu-o de trabalhar em projectos de outro computador durante esse tempo. A Remington Rand fundiu-se com a Sperry Corporation, em 1955, e em 1975, a divisão foi renomeada Sperry UNIVAC. A descendente corporativa da empresa, hoje, é a Unisys.